# Pouzolzia mixta
Pouzolzia mixta är en nässelväxtart som beskrevs av Hermann Maximilian Carl Ludwig Friedrich zu Solms-Laubach. Pouzolzia mixta ingår i släktet Pouzolzia och familjen nässelväxter. Utöver nominatformen finns också underarten P. m. shirensis.

## Bildgalleri

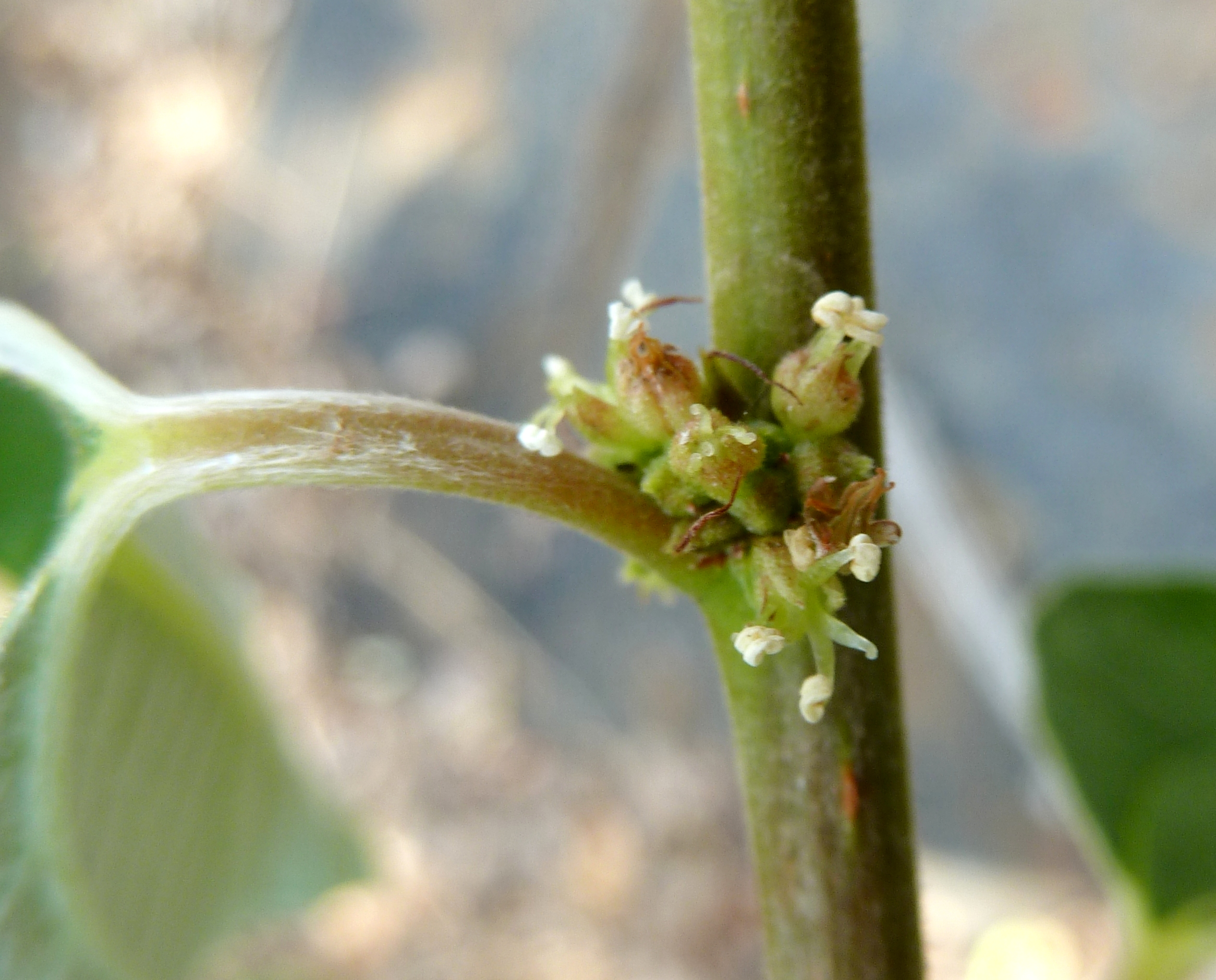
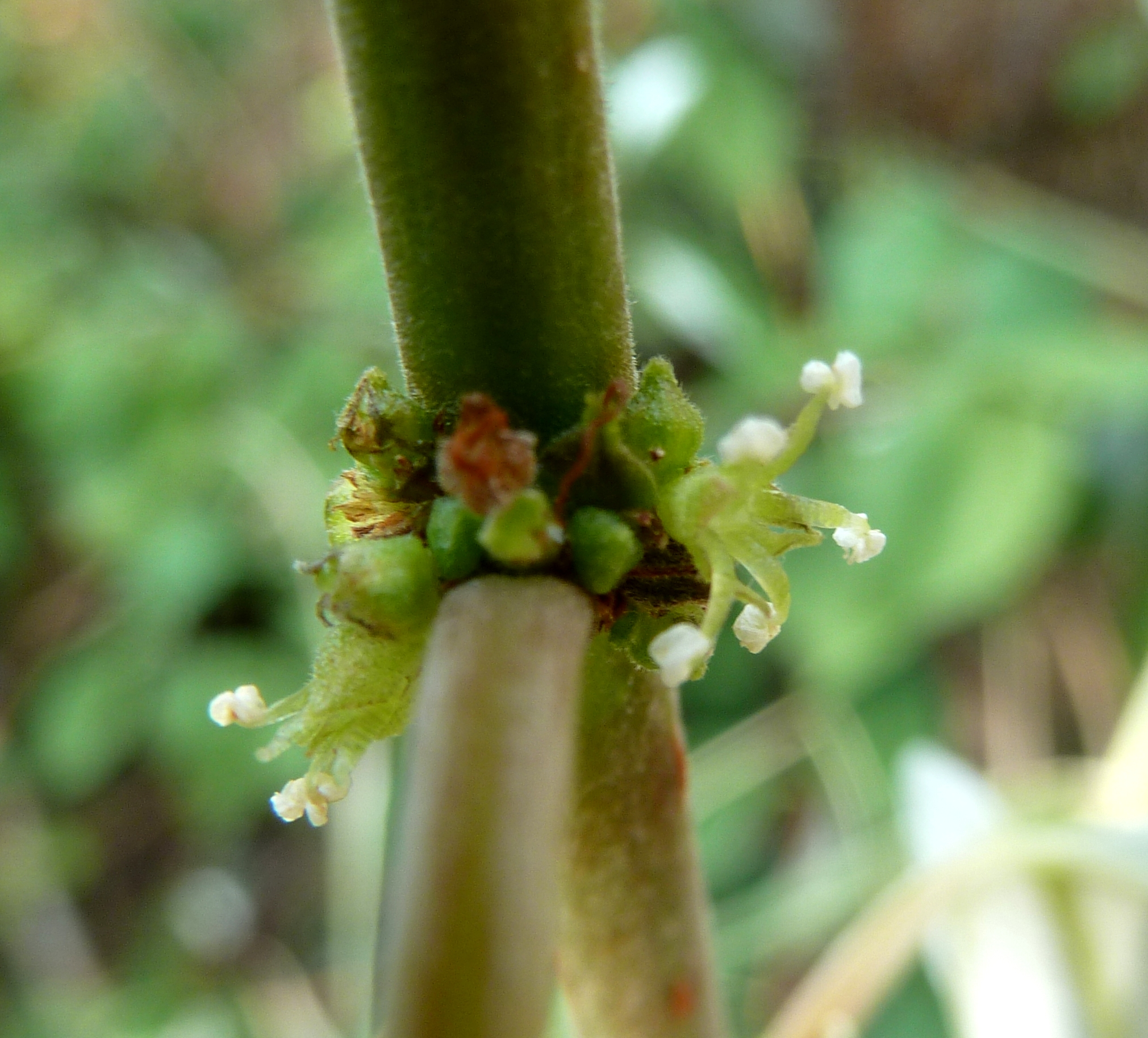
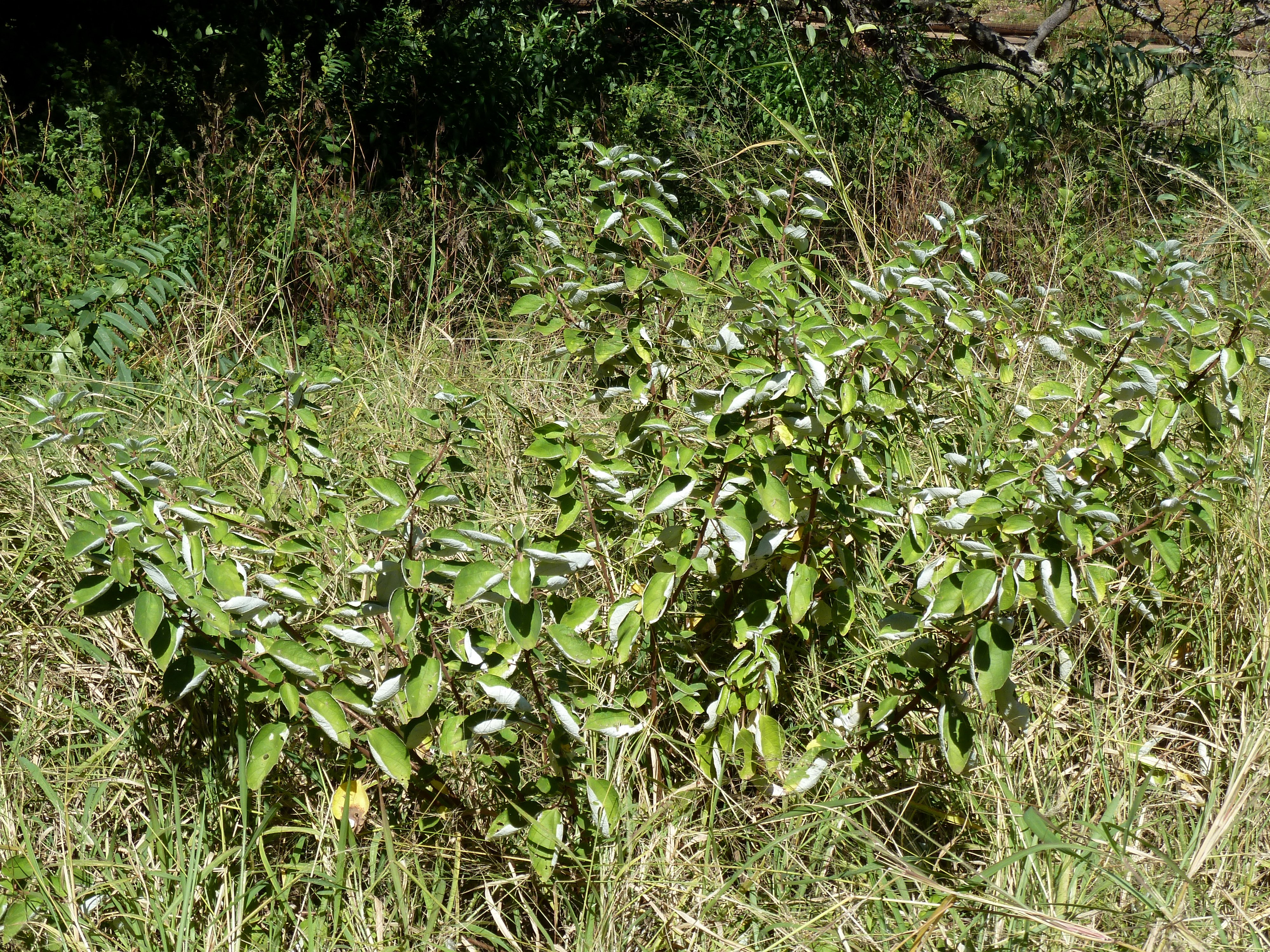
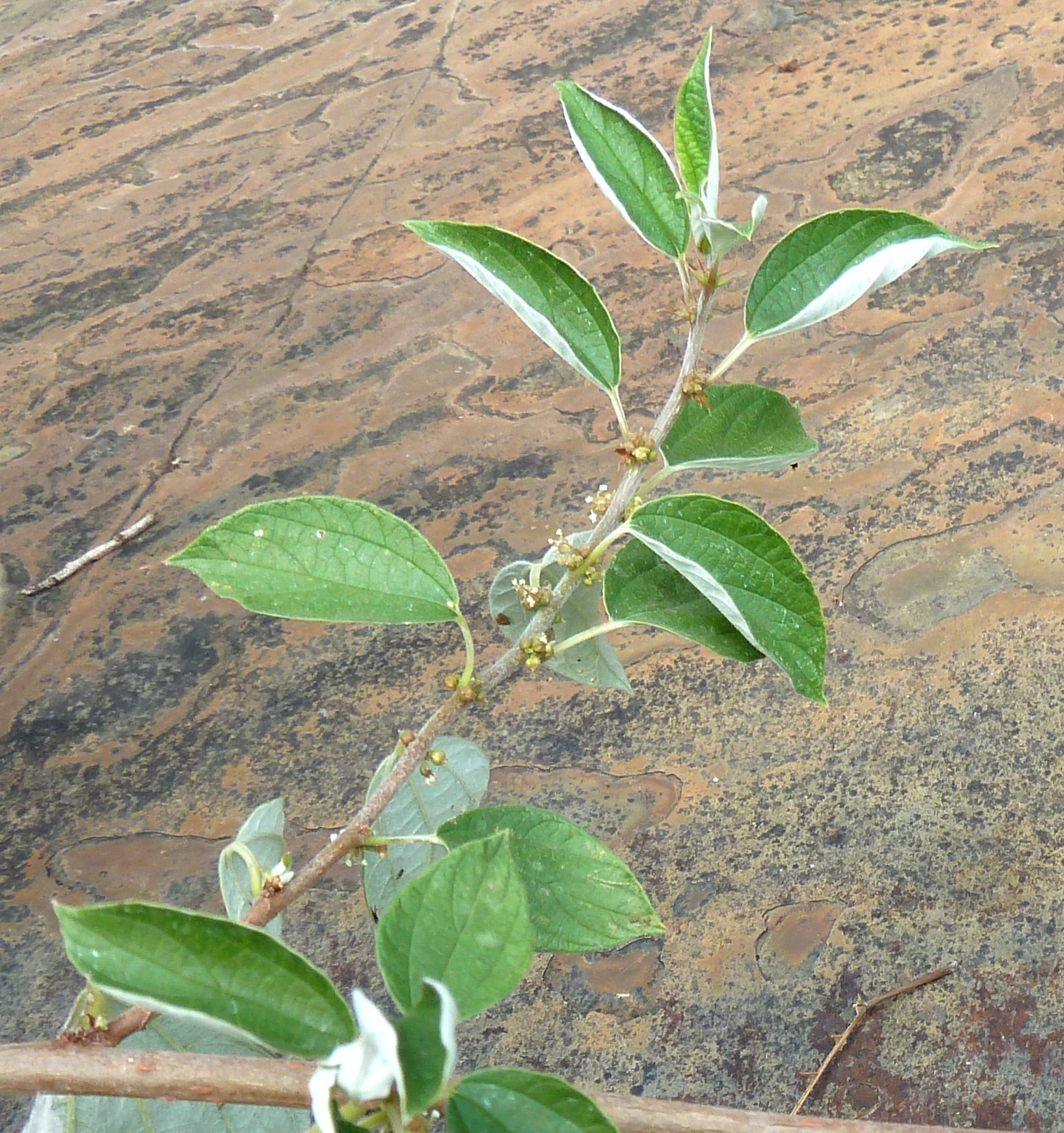
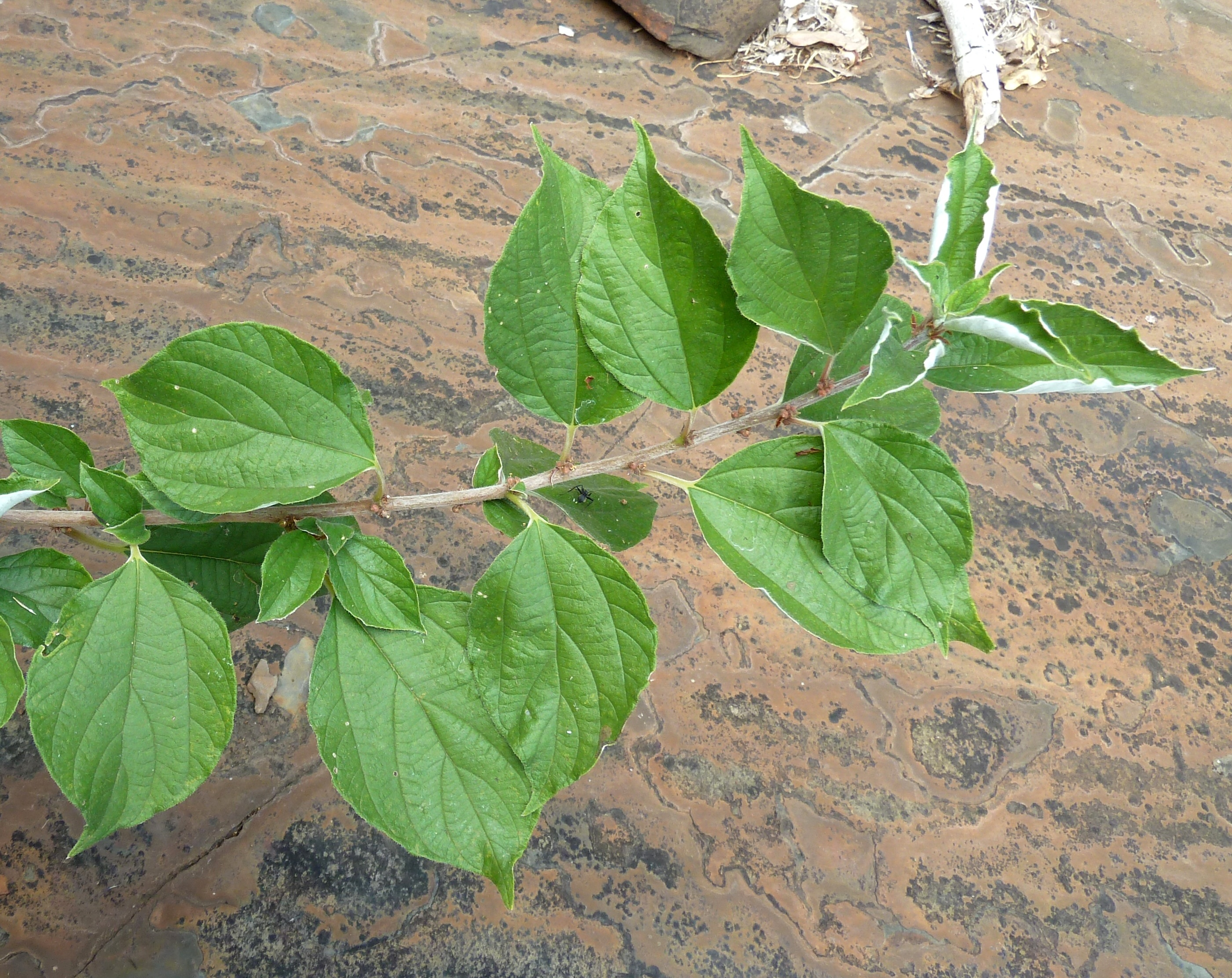
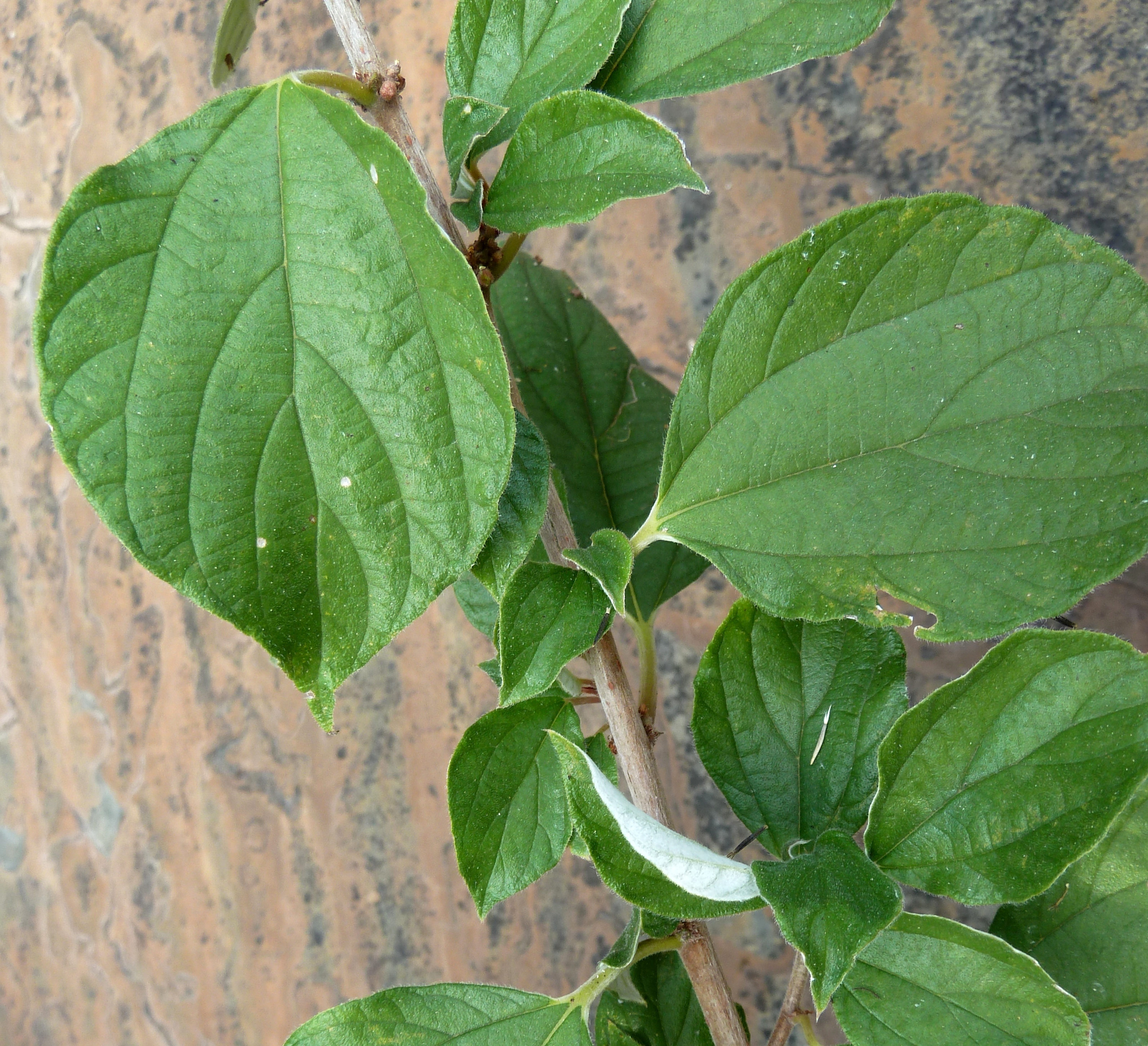